# Gesamtdeutsche Partei
Gesamtdeutsche Partei (GDP) var ett politiskt parti i Västtyskland.
1961 gick Gesamtdeutscher Block/Bund der Heimatvertriebenen und Entrechteten (GB/BHE) samman med Deutsche Partei till Gesamtdeutsche Partei inför förbundsdagsvalet samma år.